# Pachyramphus marginatus
A Pachyramphus marginatus a madarak (Aves) osztályának verébalakúak (Passeriformes) rendjébe és a Tityridae családjába tartozó faj. Egyes szervezetek az egész családot, a kotingafélék (Cotingidae) családjában sorolják Tityrinae alcsaládként.

## Rendszerezése
A fajt Martin Hinrich Carl Lichtenstein német zoológus írta le 1823-ban, a Todus nembe  Todus marginatus néven.

## Alfajai
- Pachyramphus marginatus marginatus (Lichtenstein, 1823)
- Pachyramphus marginatus nanus Bangs & T. E. Penard, 1921[2]

## Előfordulása
Dél-Amerikában, Bolívia, Brazília, Kolumbia, Ecuador, Francia Guyana, Guyana, Peru, Suriname és Venezuela területén honos. A természetes élőhelye a szubtrópusi vagy trópusi síkvidéki esőerdők. Állandó, nem vonuló faj.

## Megjelenése
Testhossza 13-14 centiméter, testtömege 18 gramm.
|  |  |

## Életmódja
Egyedül, vagy párokban keresgéli rovarokból és gyümölcsökből álló táplálékát.

## Külső hivatkozások
- Képek az interneten a fajról
- Xeno-canto.org - a faj hangja és elterjedési területe